# Danielle Spera

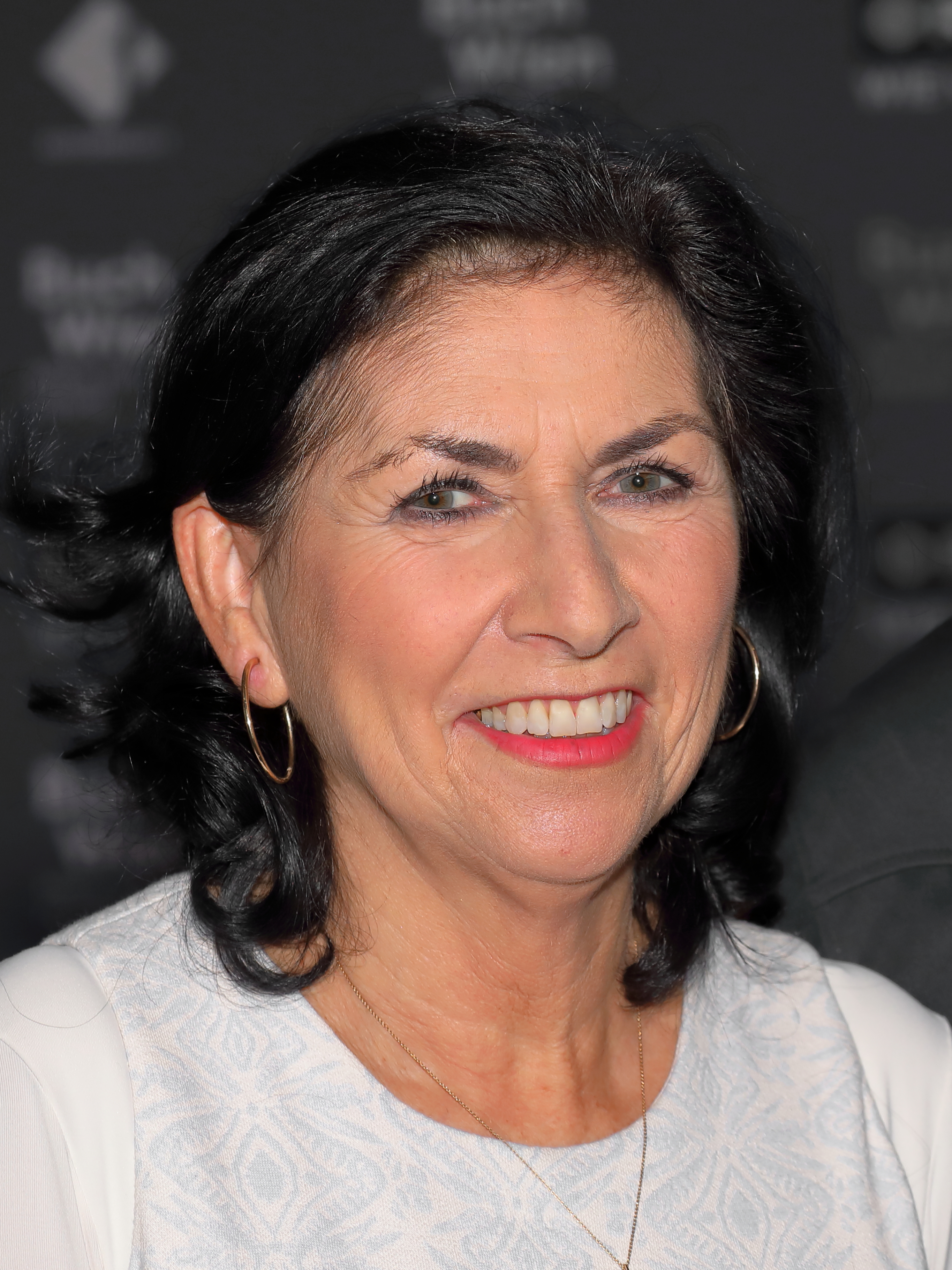
Danielle Spera (Wien 2023)

Danielle Spera (* 10. August 1957 in Wien) ist eine österreichische Journalistin. Von Juli 2010 bis Ende Juni 2022 war sie Direktorin des Jüdischen Museums Wien. Seit 2022 ist Danielle Spera Geschäftsführerin von Kultur. Medien. Judentum. und entwickelt Kulturprojekte.

## Leben und Wirken
Danielle Spera wurde 1957 in Wien als Kind einer katholischen Mutter und eines jüdischen Vaters geboren. Sie besuchte die höhere Lehranstalt für wirtschaftliche Berufe im 3. Wiener Gemeindebezirk und ist später zum Judentum übergetreten. 1976 schloss sie die Matura ab und begann im selben Jahr das Studium Publizistik und Politikwissenschaften an der Universität Wien. Sie promovierte 1983 mit ihrer Dissertation „Agitation und Propaganda der österreichischen Sozialdemokratie am Beispiel der Wahlen zur konstituierenden Nationalversammlung 1919 und der Wahlen von 1920 bis 1930“. Von 1990 bis 2002 war Spera Lehrbeauftragte am Institut für Publizistik der Universität Wien.
1978 – noch während ihres Studiums – begann Spera beim ORF zu arbeiten. Nach zwei Jahren in der Auslandsredaktion der Zeit im Bild 2 wechselte sie zur Wochenschau, 1983 kehrte sie in die Auslandsredaktion zurück. Es folgten Reisen als Reporterin nach Mittelamerika, Griechenland und Zypern, bevor sie 1987 ORF-Korrespondentin und stellvertretende Leiterin des ORF-Büro in Washington USA wurde. In ihre Korrespondentenzeit fiel die Watch List-Entscheidung gegen den früheren österreichischen Bundespräsidenten Kurt Waldheim. 1988 kehrte sie in die ORF-Zentrale nach Wien zurück und begann die Hauptnachrichtensendung des ORF, die Zeit im Bild 1, zu moderieren. Diese Position bekleidete sie bis Juni 2010. Ihre Moderationspartner waren Horst Friedrich Mayer, Josef Broukal, Martin Traxl und zum Schluss Tarek Leitner. Danielle Spera moderierte auch das Wochenmagazin Brennpunkt und vertretungsweise die Zeit im Bild 2. Von 1985 bis Dezember 2009 war sie Fernsehredakteurssprecherin und TV-Redakteursrätin, zu ihrem Nachfolger wurde Dieter Bornemann gewählt.
Seit 2000 schreibt sie für das jüdische Kulturmagazin Nu, dessen Mitbegründerin und seit 2018 auch Herausgeberin sie ist. 2006–2008 führte Danielle Spera Gespräche mit prominenten Künstlern im Stadttheater Walfischgasse. Im Oktober 2006 trat sie bei Literatur im Nebel mit Salman Rushdie auf. Für Preiser-Records gestaltete Spera Kinderbücher von Mira Lobe als Audiobücher. Spera ist Autorin zahlreicher Bücher unter anderem „100 x Österreich Judentum“, „Le Chaim“, „Wie ein jüngerer Bruder“. Zudem ist sie Autorin der Biografie des österreichischen Aktionskünstlers Hermann Nitsch, „Hermann Nitsch – Leben und Arbeit“.
Im Rahmen einer Pressekonferenz am 29. November 2009 wurde bekannt gegeben, dass Danielle Spera mit 1. Juli 2010 die Direktion des Jüdischen Museums in Wien übernehmen wird. Sie setzte sich gegen vierzehn andere Kandidaten durch. Durch die Entwicklung eines Leitbilds und eines Ausstellungs- und Sammlungskonzepts gelang es ihr, das Museum zu professionalisieren. Beide Museumsstandorte, Judenplatz und Dorotheergasse, wurden sowohl technisch als auch baulich modernisiert. Das Museum wurde national wie international durch viele Preise ausgezeichnet. 2017 wurde das Museum von „The Culture Trip“ unter die Top 10 Museen in Österreich gereiht und im selben Jahr mit dem „Hans-und-Lea-Grundig-Preis“ in Dresden ausgezeichnet; 2018 wählte die New York Times die Ausstellung „Genosse.Jude“ In der Kategorie „Global Highlights“ der „Best Art Of 2018“-Kolumne auf Platz 8; 2019 wurde das Museum vom Fachmagazin „Judaica in the Spotlight“ zum besten Jüdischen Museum in Europa gewählt. 2013 erhielt das Museum das Österreichische Museumsgütesiegel.
Unter Spera wurden die Dauerausstellungen an beiden Museumsstandorten neu gestaltet. Die Dauerausstellung „Unsere Stadt!“ im Palais Eskeles zeigt das jüdische Leben in Wien vom 18. Jahrhundert bis heute und erzählt als einziges Museum die österreichische Nachkriegsgeschichte und deren Aufarbeitung. Die Ausstellung wurde 2014 mit dem Museumspreis ausgezeichnet. Die Dauerausstellung „Unsere Stadt im Mittelalter!“ im Museum Judenplatz wurde 2021 eröffnet und präsentiert aktuelle Forschungsergebnisse über das jüdische Mittelalter inklusiv und mittels neuer Technologien. Die Ausstellung thematisiert auch die Geschichte des Judenplatzes über die Jahrhunderte hinweg bis zur Entstehung des Holocaust-Mahnmals von Rachel Whiteread.
Danielle Spera kuratierte unter anderem die Ausstellungen „Arik Brauer. Alle meine Künste“, „Jüdische Genies – Warhols Juden“, „Die Wiener in China. Fluchtpunkt Shanghai“, und „Love me Kosher“, die zu den erfolgreichsten Ausstellungen im Jüdischen Museum Wien zählen.
Neben der inhaltlichen Positionierung des Museums wurde unter Speras Leitung eine Strategie zum digitalen Auftritt des Museums entwickelt, die in der österreichischen Museumslandschaft und international anerkannt ist. Spera setzt einen weiteren Schwerpunkt auf den Dialog zwischen den Kulturen. Mit dem Vermittlungsprogramm, das unter ihrer Leitung ausgebaut wurde, wird auch nicht jüdisches Publikum angesprochen. Durch Angebote für Kinder und Familien, mit Workshops für Schülerinnen und Schüler, konnte sich das Museum als ein außerschulischer Lernort etablieren. 2015 wurde darüber hinaus ein Programm für Flüchtlinge aus dem Nahen Osten entwickelt. Das Museum trug so zu einem Abbau von Ressentiments und Antisemitismus bei und erhielt dafür national wie internationales Ansehen, das 2017 durch einen Besuch von Prinz Charles und Herzogin Camilla gewürdigt wurde. 2018 initiierte Spera das Projekt Lichtzeichen. Anlässlich der Ausstellung Wiener Synagogen.ein Memory, die auf Basis der virtuell nachgebauten Synagogen der beiden Architekten Herbert Peter und Bob Martens von Spera kuratiert wurde, entstand die Idee vor den Standorten zerstörter Synagogen ein Erinnerungszeichen aufzustellen. Gemeinsam mit der Klasse für transmediale Kunst der Lichtkünstlerin Brigitte Kowanz wurde gemeinsam mit einer Jury das Projekt OT von Lukas Kaufmann ausgewählt. Es zeigt einen verbogenen Davidstern, den man erst erkennt wenn man direkt darunter steht und ist an 25 Standorten in ganz Wien und am Standort der zerstörten Synagoge Wiener Neustadt.
Im September 2021 wurde bekannt, dass Speras im Juni 2022 auslaufender Vertrag trotz Bewerbung nicht verlängert wird. Nachfolgerin wurde Barbara Staudinger.
Neben der Tätigkeit als Direktorin im Jüdischen Museum Wien engagiert sich Danielle Spera in zahlreichen Organisationen und Beiräten, wie dem Programmbeirat von ARTE und im Vorstand des VWI (Wiener Wiesenthal Institut für Holocaust Studien). Von 2013 bis 2018 war sie Präsidentin, danach Vizepräsidentin von ICOM Österreich.
Von 2013 bis 2018 war Spera als Universitätsrätin an der MedUni Innsbruck tätig.
Von Finanzminister Magnus Brunner wurde sie als Nachfolgerin von Kunsthistoriker Carl Aigner im August 2022 zum Vorstandsmitglied der Leopold-Museum-Privatstiftung ab September 2022 bestellt. Von Verteidigungsministerin Klaudia Tanner (ÖVP) wurde Spera als Mitglied in die neu gegründete Kommission zur Bekämpfung staatsfeindlicher Tendenzen ernannt. Im Jänner 2023 wurde Spera vom Kuratorium des Zukunftsfonds als Mitglied des Projektförderungsbeirats nominiert.
In einem Interview anlässlich vom Jahrestag zum Terrorangriff der Hamas auf Israel 2023 gab Spera bekannt, dass Israel sich trotz des großen internationalen Drucks nicht beugen werde und eine wehrhafte Demokratie sei. Die schwindende Solidarität des Westens stufte die ehemalige ORF-Journalistin als sehr gefährlich ein und betonte, dass der Kampf Israels auch ein Kampf für die Freiheit sei.

## Privates
Danielle Spera ist seit 1994 mit dem Psychoanalytiker und Nationalratsabgeordneten Martin Engelberg (ÖVP) verheiratet und hat drei Kinder.

## Weitere Tätigkeiten
- Seit 2023 Mitglied des Projektförderungsbeirates im Zukunftsfonds der Republik Österreich
- Seit 2023 Mitglied in der Kommission zur Bekämpfung staatsfeindlicher Tendenzen im Verteidigungsministerium
- Seit 2022 Executive Director Kultur. Medien. Judentum.
- Seit September 2022 Vorstandsmitglied der Leopold-Museum-Privatstiftung
- Seit 2022 Co-Chair mit Sylvie Liska und Thaddaeus Ropac bei AFOTIM – Austrian Friends of the Israel Museum
- Seit Februar 2021 Vorstandsmitglied bei Austrian Leading Sights
- Seit 2021 Kuratorium Leo Baeck Institute New York | Berlin
- Kuratorin, Autorin und Herausgeberin von Büchern und bei der Zeitschrift „NU“
- 2010–2022 Direktorin des Jüdischen Museums Wien
- 1978–2010 Journalistin, Korrespondentin, Moderatorin und Redakteursrätin im ORF
- 1984 Dr. phil, Studium der Publizistik und Politikwissenschaft an der Universität Wien
- 2017 im Expertengremium zur Erarbeitung des Weißbuchs für die Bundesmuseen
- 2013–2019 Präsidentin von ICOM Österreich, seit 2019 Vizepräsidentin
- 2013–2018 Universitätsrätin an der MedUni Innsbruck
- 1990–2002 Lektorin am Institut für Publizistik an der Universität Wien
- Vorstandsmitglied in der Sigmund-Freud-Gesellschaft, in der Nitsch Foundation, im Programmbeirat von arte und ORF III und bei den Austrian Leading Sights
- Laudatorin bei Ehrungen (z. B. Oberrabbiner Paul Chaim Eisenberg, Arik Brauer, Anita Ammersfeld)
- Eröffnungs- und Festrednerin bei Kunst- und Kulturereignissen
- Moderations-Coaching und Training diverser Persönlichkeiten
- Moderation von Veranstaltungen

## Auszeichnungen
- 1992 und 2007 erhielt sie den österreichischen Fernsehpreis Romy als Beliebteste Moderatorin.
- 2017: Österreichisches Ehrenkreuz für Wissenschaft und Kunst I. Klasse[19]
- 2022: Goldenes Ehrenzeichen für Verdienste um das Land Wien[20]

## Publikationen (Auswahl)
- Wenn nicht jetzt, wann dann? Ein Gespräch über Judentum und Islam, Amalthea Signum Verlag, Wien 2024, ISBN 978-3-99050-281-5
- Stammgäste. Jüdinnen und Juden am Semmering (Hg.), Amalthea Signum Verlag, Wien 2024, ISBN 978-3-99050-269-3
- Wie ein jüngerer Bruder. Ein Gespräch über Judentum und Christentum, Amalthea Signum Verlag, Wien 2023, ISBN 978-3-99050-261-7
- 100 x Österreich: Judentum, Amalthea Signum Verlag, Wien 2020, ISBN 978-3-903217-47-8
- Die Zukunft der Erinnerung. Jüdische Museen und die Shoah im 21. Jahrhundert. Wiener Jahrbuch für jüdische Geschichte, Kultur und Museumswesen, Band 12-2019/20 (gemeinsam mit Astrid Peterle). ISBN 978-3-901398-95-7
- Die Wiener in China. Fluchtpunkt Shanghai. Katalog zur gleichnamigen Ausstellung. Wien 2020 ISBN 978-3-99050-192-4
- Arik Brauer. Alle meine Künste. Katalog zur gleichnamigen Ausstellung. Wien 2019. ISBN 978-3-99050-156-6
- Hermann Nitsch. Leben und Arbeit. Brandstätter Verlag, Wien 1999, 2005 und 2018, ISBN 3-85498-434-0.
- Displaced in Österreich. Jüdische Flüchtlinge seit 1945. Wiener Jahrbuch für jüdische Geschichte, Kultur und Museumswesen, Band 11 – 2015/16 (gemeinsam mit Werner Hanak-Lettner). Studienverlag, Innsbruck-Wien-Bozen 2017, ISBN 978-3-7065-5644-6.
- Horowitz. 50 Jahre Menschenbilder. Katalog zur gleichnamigen Ausstellung. MHM Michael Horowitz Media, Wien 2016, ISBN 978-3-9502889-6-4.
- Wiener Synagogen. Ein Memory. Katalog zur gleichnamigen Ausstellung (gemeinsam mit Bob Martens, Herbert Peter und Werner Hanak-Lettner). Metroverlag, Wien 2016, ISBN 978-3-99300-266-4.
- Unterwegs mit Victoria Blitz (gemeinsam mit Hannah Landsmann). Metroverlag, Wien 2016, ISBN 978-3-99300-265-7.
- Wiesenthal in Wien. Katalog zur gleichnamigen Ausstellung. Metroverlag, Wien 2015, ISBN 978-3-901398-79-7.
- Lessing zeigt Lessing. Katalog zur gleichnamigen Ausstellung. Residenzverlag, Wien 2015, ISBN 978-3-7017-3365-1.
- Maya Zack. The Shabbat Room (gemeinsam mit Werner Hanak-Lettner). Verlag für moderne Kunst, Wien 2014, ISBN 978-3-86984-519-7.
- Jüdische Museen zwischen gestern und morgen. Reflexionen aus involvierter Außenperspektive. Wiener Jahrbuch für jüdische Geschichte, Kultur und Museumswesen, Band 10-2013/14 (gemeinsam mit Werner Hanak-Lettner). Studienverlag, Innsbruck-Wien-Bozen 2013, ISBN 978-3-7065-5339-1.
- Unsere Stadt! Jüdisches Wien bis heute. Katalog zur gleichnamigen Ausstellung. Wien 2013 (gemeinsam mit Werner Hanak-Lettner). ISBN 978-3-901398-70-4.
- A Good Day. Installation Andrew M. Mezvinsky. Katalog zur gleichnamigen Ausstellung. Wien 2013. ISBN 978-3-901398-69-8.
- meeting: jedermann. rabinovich revisited. Katalog zur gleichnamigen Ausstellung. Wien 2013.
- Muzeon. Publikation über das Jüdische Museum Wien. Wien 2012.
- Jüdische Genies. Warhols Juden. Katalog zur gleichnamigen Ausstellung. Wien 2012.

## Textbeiträge (Auswahl)
- Israel. Was geht mich das an? Wien 2022. ISBN 978-3-9505300-0-1
- Genosse.Jude. Wir wollten nur das Paradies auf Erden. Katalog zur gleichnamigen Ausstellung. Wien 2017. ISBN 978-3-99050-110-8
- Helena Rubinstein. Die Schönheitserfinderin. Katalog zur gleichnamigen Ausstellung. Wien 2017. ISBN 978-3-99050-111-5
- Architecture of an Existential Threat. Buchband zur ‚Ausstellung Bunker! Architektur des Überlebens.‘ Wien 2017. ISBN 978-3-903101-29-6
- Kauft bei Juden! Geschichte einer Wiener Geschäftskultur. Katalog zur gleichnamigen Ausstellung. Wien 2017. ISBN 978-3-99050-070-5
- Trude&Elvis. Wien – Memphis – Hollywood. Katalog zur gleichnamigen Ausstellung. Wien 2017. ISBN 978-3-901398-82-7
- Die bessere Hälfte. Jüdische Künstlerinnen vor 1938. Katalog zur gleichnamigen Ausstellung. Wien 2016. ISBN 978-3-99300-274-9
- Stars of David. Der Sound des 20. Jahrhunderts. Katalog zur gleichnamigen Ausstellung. Wien 2016. ISBN 978-3-95565-136-7
- Vom Ankommen und Bleiben. In: Die Presse am Sonntag, 20. März 2016.[21]
- Wege ins Vergnügen. Unterhaltung zwischen Prater und Stadt. Katalog zur gleichnamigen Ausstellung. Wien 2016. ISBN 978-3-99300-262-6
- Die Universität. Eine Kampfzone. Katalog zur gleichnamigen Ausstellung. Wien 2015. ISBN 978-3-7117-2031-3
- Transit. Die Iraner in Wien. Fotografien von Christine de Grancy. Katalog zur gleichnamigen Ausstellung. Wien 2015. ISBN 978-3-99300-219-0
- Ringstrasse. Ein jüdischer Boulevard. Katalog zur gleichnamigen Ausstellung. Wien 2015. ISBN 978-3-85002-915-5
- Kosher for … Essen und Tradition im Judentum. Katalog zur gleichnamigen Ausstellung. Wien 2014. ISBN 978-3-99300-200-8
- Von Generation zu Generation. Die neue Haggada von Arik Brauer. Katalog zur gleichnamigen Ausstellung. Wien 2014. ISBN 978-3-85002-861-5
- Alle MESCHUGGE? Jüdischer Witz und Humor. Katalog zur gleichnamigen Ausstellung. Wien 2013. ISBN 978-3-85002-825-7
- Vienna‘s Shooting Girls. Jüdische Fotografinnen aus Wien. Katalog zur gleichnamigen Ausstellung. Wien 2012. ISBN 978-3-99300-089-9
- BIGGER THAN LIFE. 100 Jahre Hollywood. Eine jüdische Erfahrung. Katalog zur gleichnamigen Ausstellung. Wien 2011. ISBN 978-3-86505-210-0